# 宁陵县
宁陵县是中华人民共和国河南省商丘市下辖的一个县，位于商丘市区以西，总面积785.7平方公里。戶籍总人口約74万人，縣人民政府駐城关回族镇。宁陵县东与商丘市区交界，距商丘市区37公里，西连睢县，南邻柘城县，北与民权县相连。根據第七次人口普查數據，截至2020年11月1日零時，寧陵縣常住人口為562657人。

## 历史

### 历史沿革
宁陵历史悠久，具有4000多年的文明史。夏、商、周时为葛伯国，系葛姓祖籍之源。春秋时称宁邑，属宋国，战国时又名信陵，属魏国。秦统一六国后称宁陵城，划归砀郡。
公元前122年，西汉武帝置宁陵县，属兖州刺史部陈留郡，此为宁陵设县之始。东汉时期，宁陵改属豫州刺史部梁国，此后历经曹魏和西晋，政区建制不变。十六国时期先后由后赵、前燕、前秦、后燕、后秦等政权据有。北魏时期，宁陵县属徐州梁郡，北齐时废除建制。
隋开皇六年（586年），宁陵县复置，初属宋州，至大业初年属梁郡。唐朝前期因袭隋制，天宝元年（742年）属宋州睢阳郡。五代十国时期先后由后梁、后唐、后晋、后汉、后周据有。北宋初属拱州，大观四年（1110年）改属应天府，政和四年还隶拱州，宣和六年复属应天府。金朝时属南京路归德府，此后至清末均属归德府管辖。
中华民国时期，1914年归开封道管辖，1932年划归河南省第二行政督察区。1948年11月中国人民解放军进驻宁陵后，归商丘专区管辖，至1958年12月改属开封专区。1960年8月，宁陵县建制撤销，改为宁陵镇，划归睢县。1961年10月，国务院恢复宁陵县建制。同年12月，商丘专员公署恢复，宁陵县仍属商丘专区，1969年改称地区行署。1997年6月，商丘地区撤销，设立地级商丘市，宁陵县自此至今属商丘市管辖。
历史上，在宁陵县境内曾建有已吾城，位于县西南。东汉永元十一年（99年）置已吾县，属陈留郡。西晋时省县，北魏时期复置，至北齐时撤销。

### 事件

#### 2023年宁陵中学生坠楼事件
2023年12月末，當地一名初中生杨某某疑遭霸凌後墜樓離世，引發當地民眾大規模示威。有报道称政府以「大霧」為由封鎖寧陵縣附近所有高速公路，切斷網路。
2024年1月2日，宁陵县联合调查组发布调查情况通报，声称杨某某为自杀，生前未遭受校园霸凌。

## 自然地理

### 地形
宁陵县地处豫东平原，地势平坦，自西北向东南倾斜，地形有高滩、洼地、平原三种。主要河流有古宋河、陈两河、大沙河和清水河等，均属淮河水系。

### 气候
宁陵年平均气温14.2℃，年平均降水量647毫米。无霜期216天。属半湿润温带季风气候，夏冬季长，春秋季短。降水集中在夏秋两季，尤其春季少雨，威胁农业。

## 行政区划
宁陵县下辖7个镇、7个乡：
城关回族镇、张弓镇、柳河镇、逻岗镇、石桥镇、黄岗镇、华堡镇、刘楼乡、程楼乡、乔楼乡、城郊乡、阳驿乡、孔集乡和赵村乡。

## 经济

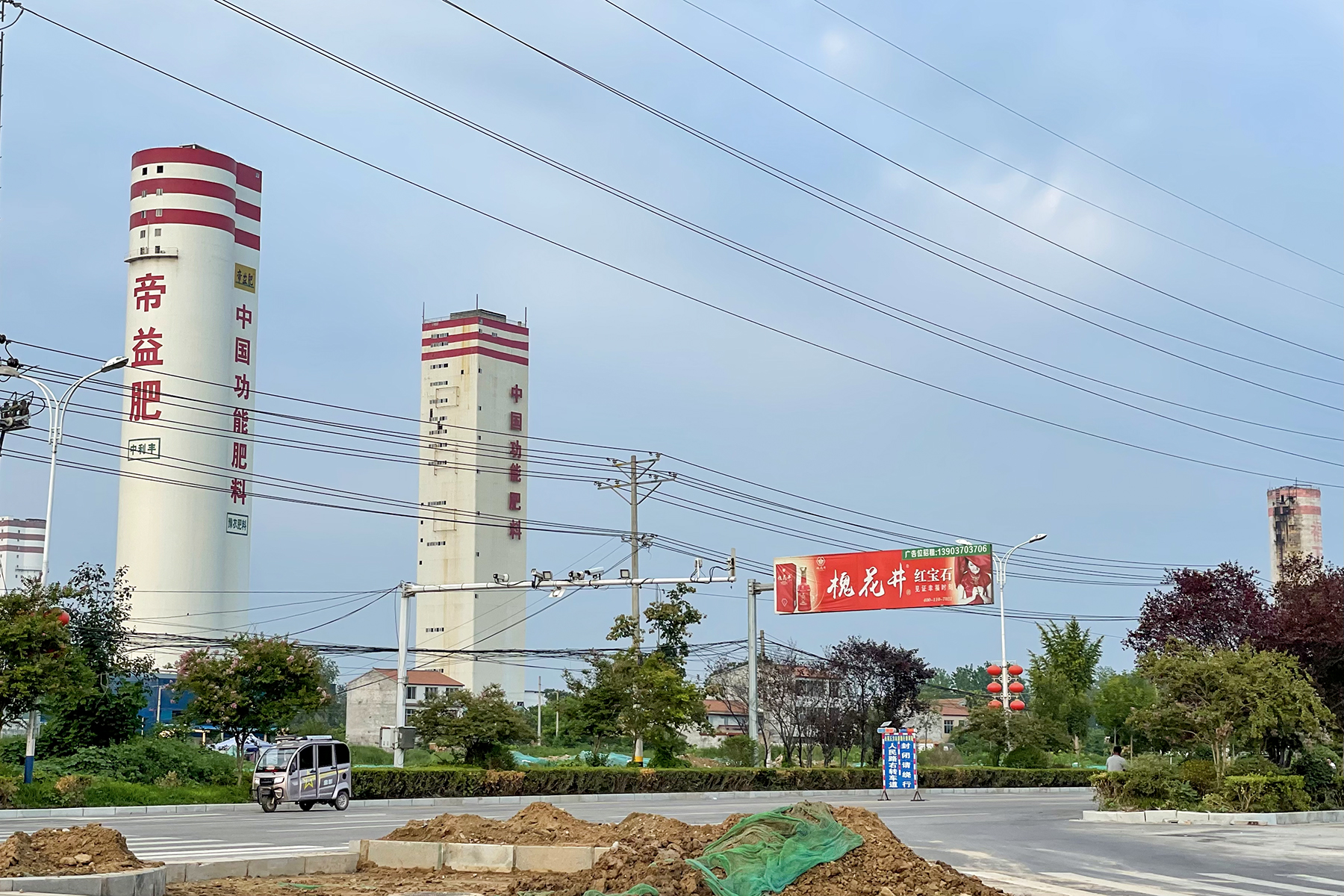
复合肥生产为宁陵县的主要产业

宁陵县曾为国家级贫困县。2022年，宁陵县全县完成生产总值人民币201.18亿元，人均生产总值38,034元，在河南省各县级行政区（不含市辖区）中分别排第90位和第87位。其中第一产业40.99亿元，第二产业73.78亿元，第三产业86.41亿元。
宁陵县经济传统上以农业为主，小麦、花生、玉米为主要农作物。宁陵县为全国优质酥梨生产基地，是国家农业部区域规划梨生产的30个重点县之一，同时也是全国最大的白蜡条（杆）生产基地。宁陵县的传统工业是白酒酿造和食品加工，张弓大曲曾为河南名酒。近年来，通过招商引资和产业培育，发展出年产能近1000万吨的农资化工产业集群，是中原地区最大的新型复合肥特色产业基地。

## 交通

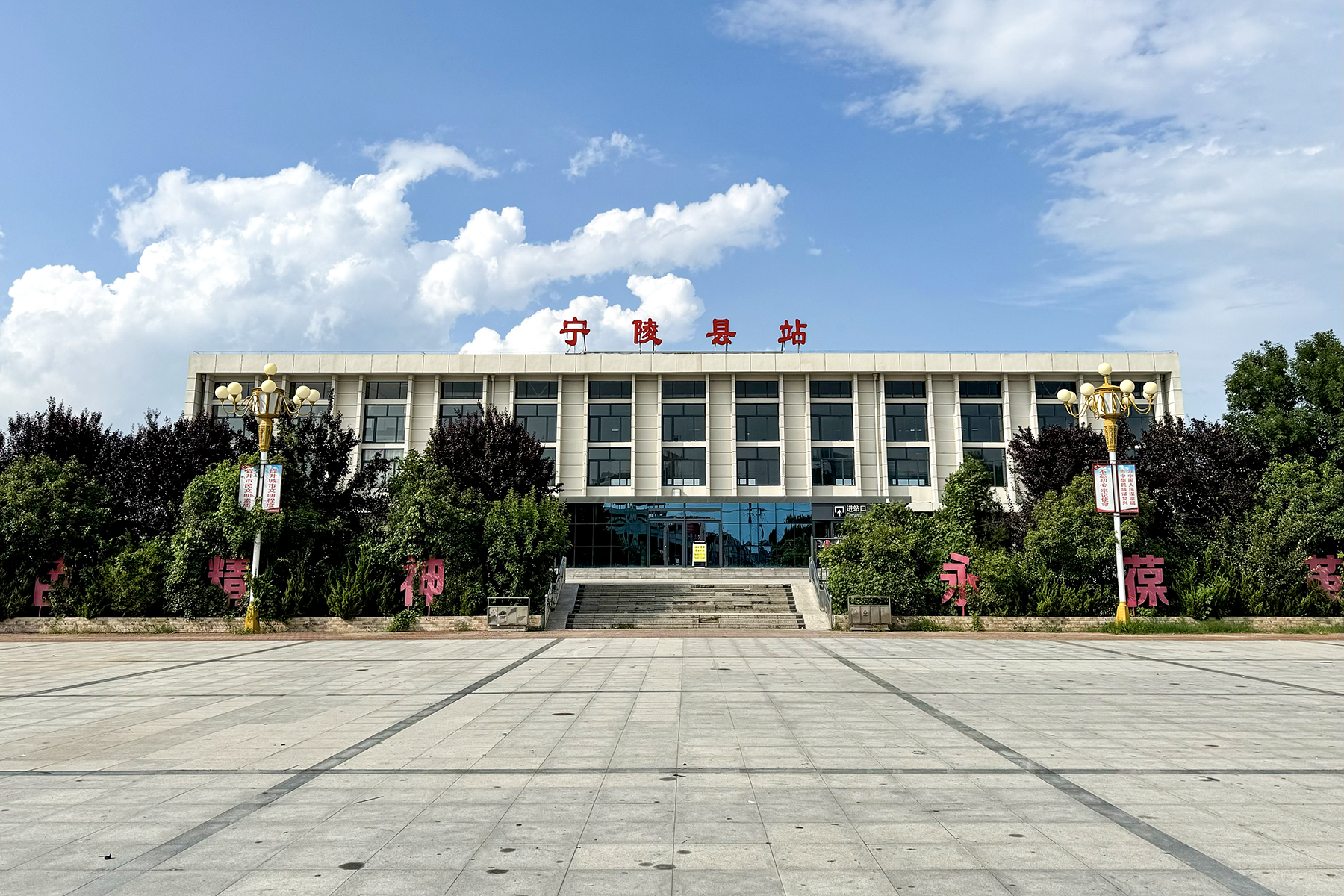
陇海铁路宁陵县站

陇海铁路从县境北部经过，于柳河镇设宁陵县站。 徐兰客运专线亦从县境内通过，但并未设站。公路方面， 连霍高速、 商固高速与 商登高速三条高速公路途经县境。此外，宁陵境内还有 220国道、 310国道、 343国道、 212省道、 316省道等国道和省道干线。

## 文化

### 文物古迹
宁陵县境内现有河南省文物保护单位4处，分别为宁陵清真寺、丁堌堆遗址、葛城遗址、赵尔庄清真寺。

### 教育
- 宁陵县高级中学 “西河高中”、“宁陵一高”
- 宁陵县初级中学

### 特产
特产有金顶谢花酥梨、张弓大曲、杠子馍、哨子汤、垛子羊肉、白蜡杆、泡桐等。

### 著名人物
宁陵为“战国四公子”之一魏无忌的封地（时称信陵），魏无忌因而被称做“信陵君”。
历史上出生于宁陵的著名人物有：东汉黄门郎葛龚；东汉末年曹操的贴身侍卫武将典韦；唐朝侍御史刘思立；北宋参知政事刘熙古及其子刘蒙叟；明朝官员和思想家吕坤等。现当代著名的宁陵人有：现任中共驻马店市委书记鲍常勇；拳击运动员，2024巴黎奥运会金牌得主李倩。